# ONE, Inc.
ONE, Inc. foi uma organização e revista pelos direitos civís de gays dos Estados Unidos.
A idéia de uma publicação dedicada à homossexuais surgiu em uma discussão durante uma reunião da Mattachine Society no dia 15 de outubro de 1952.
Os artigos de incorporação de ONE, Inc. receberam firma oficial no dia 15 de outubro de 1952 de Antonio “Tony" Reyes,  Martin Block e Dale Jennings. Outros fundadores foram Merton Bird, W. Dorr Legg, Don Slater, e Chuck Rowland. Jennings e Rowland também foram fundadores da Mattachine Society. O nome derivou-se de uma aforismo pelo escritor da Era vitoriana Thomas Carlyle: A mystic bond of brotherhood makes all men one (tradução livre: 'uma aliança mística de fraternidade faz de todos os homens um').
Em janeiro de 1953 ONE, Inc. iniciou a publicação da regista ONE Magazine, a primeira publicação periódica nos Estados Unidos a favor de homossexuais; e ela era vendida abertamente nas ruas de Los Angeles, Califórnia. Em outubro de 1954 agência nacional dos correitos do país (United States Post Office Department) declarou a revista como artigo obsceno. ONE, Inc. processou a agência em corte (vide: One, Inc. v. Olesen), e finalmente assumiu ganho de causa em 1958, como parte da causa judicial sem precedentes Roth v. United States que viria a alterar a Primeira Emenda à Constituição dos Estados Unidos. A revista continuou ativa até 1967.
Em 1956, ONE, Inc. estabeleceu o ONE Institute of Homophile Studies (um instituto de estudos sobre a homofilia) que, além de organizar aulas e conferências anuais, publica também ONE Institute Quarterly, um periódico acadêmico dedicado a explorar o assunto da homossexualidade.
ONE, Inc. prontamente admitiu a participação de mulheres, Joan Corbin (como Eve Elloree), Irma Wolf (como Ann Carrl Reid), Stella Rush (como Sten Russell), Helen Sandoz (como Helen Sanders), e Betty Perdue (como Geraldine Jackson) foram imprescindíveis para o seu sucesso inicial. ONE, Inc. e a Mattachine Society em retorno também ofereceram ajudal vital à Daughters of Bilitis (tra. livre: 'as filhas de Bilitis') no lançamento de sua revista The Ladder (trad. livre: 'a escada') em 1956. A organização Daughters of Bilitis era a versão lésbica da Mattachine Society - ambas organizações trabalharam juntas em algumas campanhas e deram andamento à séries de palestras. A organização Daughters of Bilitis sofreu duras críticas no início da deecada de 1970 por supostamente ter 'tomado partido' da Mattachine Society e ONE, Inc. em vez de se alinhar com uma nova orientação separatista centrada no feminismo.
Em 1965, ONE, Inc. sofreu uma separação sobre diferenças irreconciliáveis entre o gerente de negócios (business manager) Dorr Legg e o editor da revista ONE Magazine Don Slater. Após dois anos de batalha em corte, a facção de Dorr Legg reteve o nome “ONE, Inc.” e a facção de Don Slater ficou com a maior parte da biblioteca e arquivos corporativos. Em 1968, a facção de Slater transformou-se no Homosexual Information Center ou HIC (ou Centro Homossexual de Informações), uma organização sem fins lucrativos que continua em funcionamento até hoje (2013).
Em 1996, ONE, Inc. uniu-se como o The Institute for the Study of Human Resources ou ISHR, uma organização sem fins lucrativos criada pelo homem transexual e filantropo Reed Erickson, sendo que no processo ONE, Inc. perdeu seu nome. Em 2005, HIC doou muito do material, inclusive a maior parte da biblioteca Blanche M. Baker Memorial Library da antiga ONE, Inc., para a  Vern and Bonnie Bullough Collection on Sex and Gender, uma coleção especial que se encontra dentro da biblioteca Oviatt Library na California State University, Northridge. Em outubro de 2010, ONE, Inc. transferiu seus arquivos para a Universidade do Sul da Califórnia para sua preservação. ONE, Inc. continuará a existir para organizar exposições e coletar novos materiais.